# Kenneth Kluivert
Pour les articles homonymes, voir Kluivert.
Kenneth Ramon Kluivert est un footballeur international de Guyane néerlandaise. Il évolue au poste d'attaquant du début des années 1960 au début des années 1970.
Champion de Guyane néerlandaise en 1961 et 1964 avec le SV Robinhood, il compte trois sélections pour deux buts inscrits avec la Guyane néerlandaise.
Il est le père de l'international néerlandais Patrick Kluivert.

## Biographie
Kenneth Ramon Kluivert naît à Calcutta, dans le district de Saramacca en Guyane néerlandaise.

### Carrière en club
Évoluant au SV Robinhood, il est une des stars locales du football et une des "Légendes" de son club. Remarqué pour ses qualités de centreur, de tireur de coups francs et de buteur, il forme une ligne d'attaque redoutable avec ses équipiers Edwin Schal et Gerrit Niekoop.
Celui que l'on surnomme « Bossa Nova » contribue à formater et développer le football dans la petite colonie néerlandaise et aussi à jeter les bases de la grande rivalité du football surinamais, entre son club du SV Robinhood et celui du SV Transvaal ("Surinaamse Klassieker").
Après avoir émigré, 1970 vers la métropole, K. Kluivert joue dans le petit cercle amateur du Réal Sranang, fondé en 1960 par des migrants guyanais.

### Carrière en équipe nationale
K. R. Kluivert compte trois sélections pour deux buts inscrits en équipe nationale de Guyane néerlandaise, devancière de l'actuelle équipe du Surinam.
Le 20 mars 1964, il fête sa première sélection en marquant le premier but d'une rencontre des éliminatoires en vue des J.O. de Tokyo en 1964 (victoire 6-1 contre le Panama).
Un an plus tard, il inscrit son second but pour les "Suriboys", lors d'un match contre Trinité-et-Tobago (victoire 6-1), dans le cadre des éliminatoires de la Coupe du Monde 1966.

## Palmarès
- Champion de Guyane néerlandaise en 1961 et 1964

## Vie privée
Kenneth R. Kluivert épouse Lidwina, originaire de Curaçao dans les anciennes Antilles néerlandaises. La jeune femme est née à Willemstad d'une maman antillaise et d'un papa guyanais (néerlandais). Elle a suivi ses parents vers la Guyane néerlandaise à l'âge de 23 ans.
Kenneth et Ludwina ont deux enfants (un fils, Renato et une fille Natascia) nés en Guyane. En 1970, toute la petite famille émigre vers la métropole et s'installe à Amsterdam. En 1976, le couple accueille son troisième enfant, un garçon prénommé Patrick.